# Symfonie nr. 1 (German)
Edward German componeerde zijn Symfonie nr. 1 in e-mineur in 1890 en voltooide het werk in juni van dat jaar.
De muziek van deze traditionele symfonie klinkt echter ouder. De basis voor deze symfonie werd gelegd in de tijd dat German nog les in compositieleer had (1886 en 1887). De symfonie heeft dan ook de klassieke opbouw van de thema's, die in het eerste deel worden neergezet en in de overige delen verder ontwikkeld en gevarieerd worden totdat uiteindelijk in de finale het hoofdthema weer in volle glorie terugkomt. De eerste uitvoering vond plaats in Crystal Palace, destijds onder meer een concertzaal.

## Delen
- Larghetto maestoso – Allegro con brio
- Andante sostenuto
- Menuetto grazioso
- Allegro spirituoso – Larghetto maestoso

## Discografie
- Uitgave Dutton Vocalion; het BBC Concert Orchestra o.l.v. John Wilson, een opname uit mei 2005 (tevens bron)